# Vyšší odborná škola grafická a Střední průmyslová škola grafická

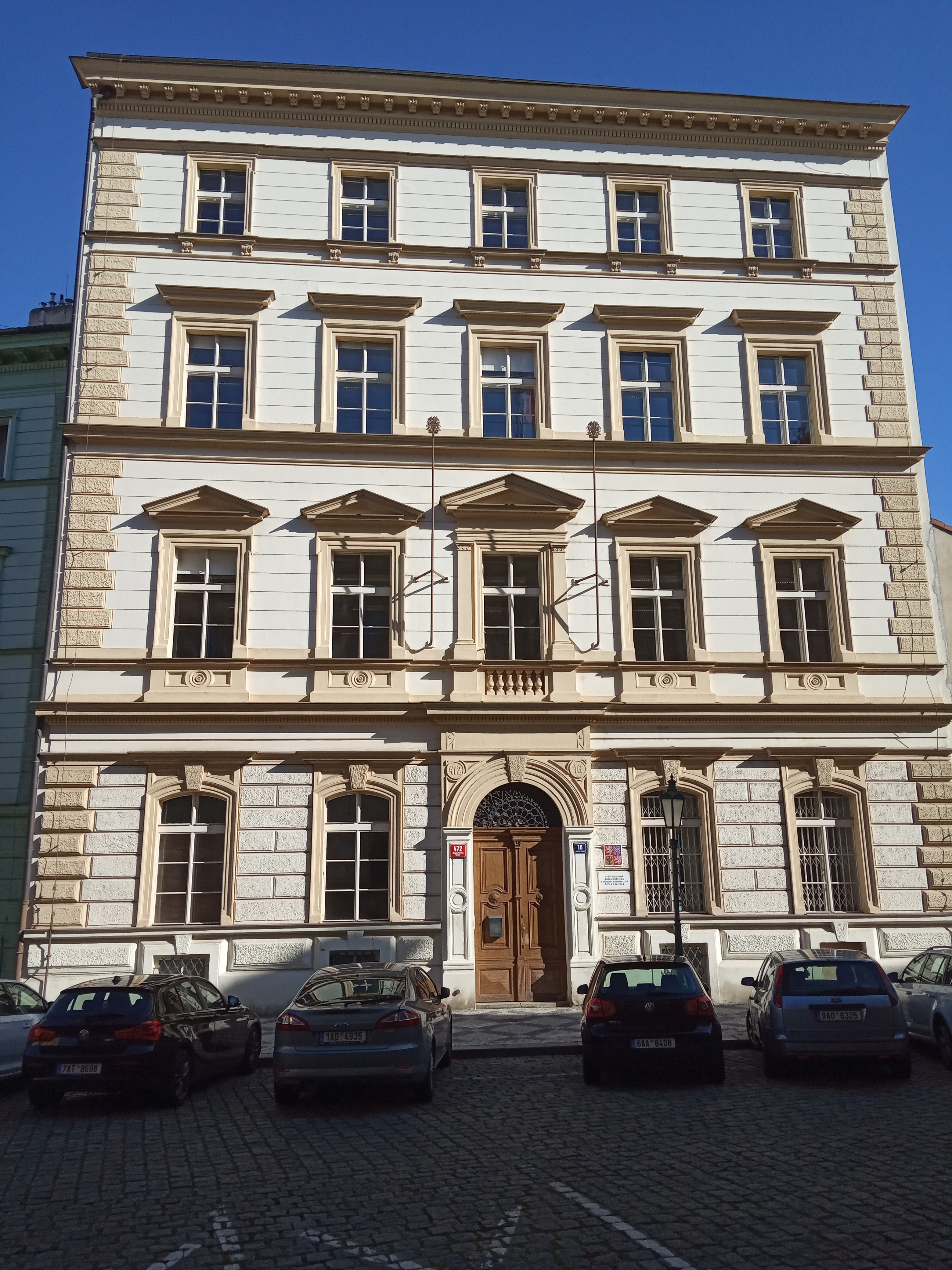
Budova školy na Maltézském náměstí

Vyšší odborná škola grafická a Střední průmyslová škola grafická (též Střední průmyslová škola grafická v Praze, v minulosti Státní grafická škola, lidově Hellichovka, či pod zkratkou SPŠG) je pražská střední a vyšší odborná škola se zaměřením na fotografii, grafickou úpravu tiskovin, restaurátorství a polygrafii. Sídlí v ulici Hellichova pod vrchem Petřín na Malé Straně. Škola byla založena v roce 1920 a nese jméno malíře Josefa Vojtěcha Hellicha.

## Historie školy

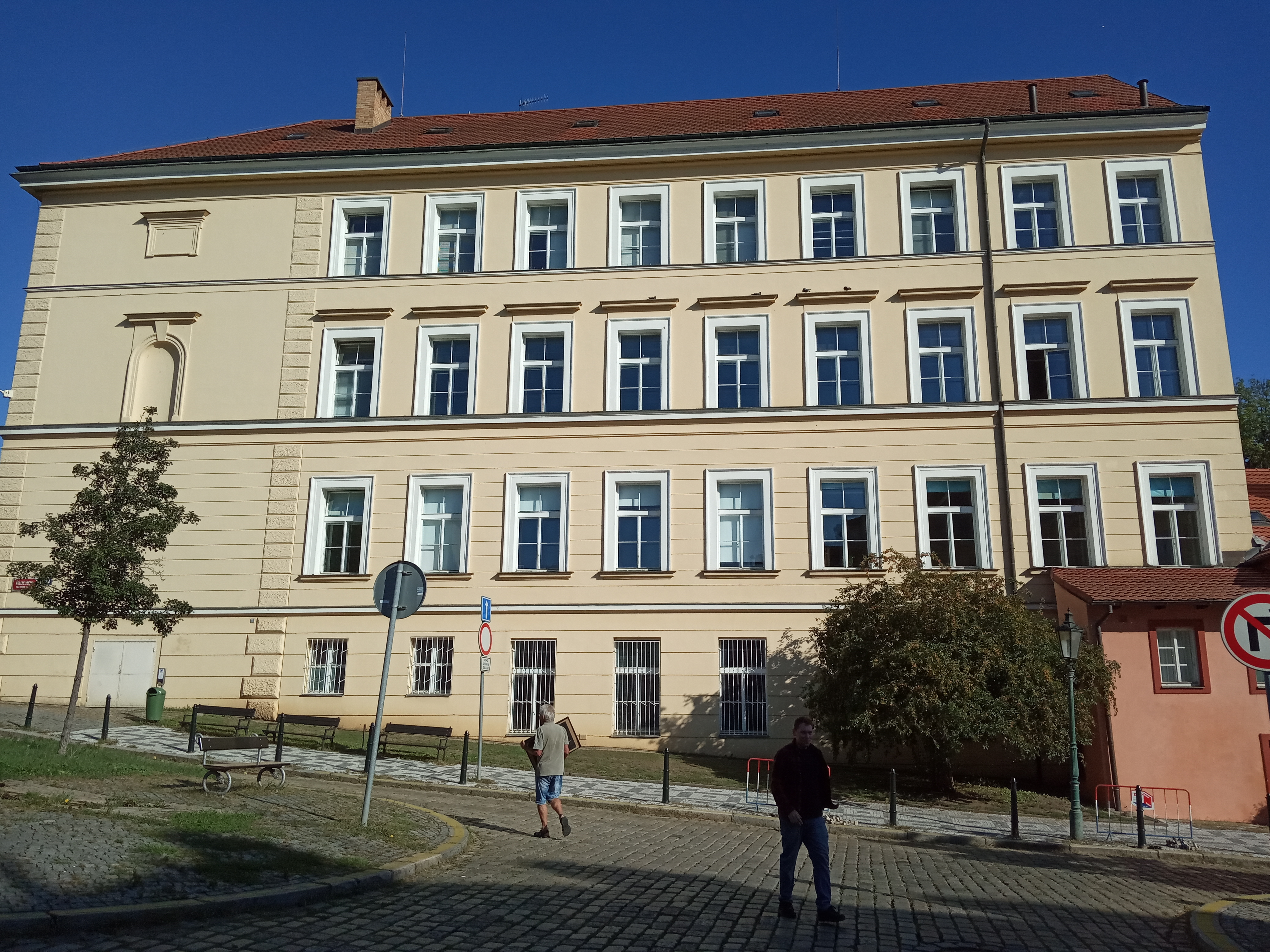
Budova SPŠG pod Petřínem

Státní grafická škola byla založena v roce 1920. Rozdělena byla do tří dvouletých oborů – knihařství, fotografie a reprodukční techniky. Mezi významné pedagogy patřili mj. výtvarník Vratislav Hugo Brunner nebo knihvazači Ludvík Bradáč a Antonín Tvrdý. V roce 1932 převzal vedení školy designér Ladislav Sutnar. Pro nově zavedený kurz reklamní fotografie získal známého avantgardního fotografa Jaromíra Funkeho a jeho asistenta Josefa Ehma. Kinematografii zde začal přednášet Rudolf Skopec. Osnovy byly obohaceny o předměty americká retuš, ofset a hlubotisk.
V průběhu 30. let 20. století škola pod Sutnarovým vedením vydala 14 publikací, z nichž nejznámější je fotografická kniha Fotografie vidí povrch.
V období protektorátu převzal vedení školy malíř Josef Solar. Během války byly žáci totálně nasazováni v družstvu Dorka a při dokumentaci nástěnných maleb v Emauzském klášteře.
V roce 1949 byla škola rozdělena na dvě části – uměleckou a průmyslovou. Umělecká škola se později přetvořila na Výtvarnou školu Václava Hollara na Žižkově, průmyslová větev získala dnešní budovu v Hellichově ulici.
V roce 1965 byl zaveden nový obor Obalová technika, který se v roce 1988 přestěhoval na průmyslovou školu ve Štětí. V roce 1975 byl založen obor Konzervátorství a restaurátorství a skladba oborů se změnila na jeden technologický (polygrafie) a tři výtvarné (užitá fotografie, propagační výtvarnictví a restaurátorství).
V roce 1994 bylo zavedeno pomaturitní studium.

### Souhrn změn názvů školy
- 1920–1922 Státní odborná škola grafická
- 1922–1924 Ústřední státní ústav grafický
- 1924–1931 Státní grafická škola
- 1931–1932 Státní československá grafická škola
- 1932–1940 Státní grafická škola
- 1940–1944 Grafická škola
- 1945–1949 Státní grafická škola
- od r. 1949 Vyšší škola uměleckého průmyslu
- od r. 1950 Průmyslová škola grafická
- 1953–1954 Vyšší průmyslová škola (čtyřleté studium)
- 1953–1954 Průmyslová škola grafická (dvouleté studium)
- 1954–1960 Průmyslová škola grafická
- 1961–1996 Střední průmyslová škola grafická
- 1996– Vyšší odborná škola grafická a Střední průmyslová škola grafická

## Ředitelé školy
- 1932–1939 Ladislav Sutnar
- 1939–1945 Josef Solar
- 1951–1977 Alois Tomasy
- 1977–1996 Josef Kořínek (SPŠG)
- 1996–2017 Jan Sehnal
- 2017–dnes Radek Blahák

## Budovy školy
SPŠG působí v kmenové budově v Hellichově ulici a v pobočných budovách na Maltézském náměstí a ve smíchovské ulici Rošických.